# Rhinobatos formosensis
Rhinobatos formosensis és un peix de la família dels rinobàtids i de l'ordre dels rajiformes present a les costes de Taiwan i de les Filipines. Pot arribar als 63 cm de llargària total. Per la pesca directe i indirecte, l'espècie és vulnerable.